# (10143) Kamogawa
(10143) Kamogawa (1994 AP1) – planetoida z pasa głównego asteroid okrążająca Słońce w ciągu 5,16 lat w średniej odległości 2,98 j.a. Odkryta 8 stycznia 1994 roku.